# Stenobarichneumon duplicans
Stenobarichneumon duplicans är en stekelart som beskrevs av Heinrich 1961. Stenobarichneumon duplicans ingår i släktet Stenobarichneumon och familjen brokparasitsteklar. Inga underarter finns listade i Catalogue of Life.